# Értelmi Fogyatékossággal Élők és Segítőik Országos Érdekvédelmi Szövetsége
Az Értelmi Fogyatékossággal Élők és Segítőik Országos Érdekvédelmi Szövetsége (röviden: ÉFOÉSZ) egy országos nonprofit szervezet, 22 000 taggal és az ország valamennyi megyéjében működő helyi szervezettel, amely az értelmi fogyatékos emberek érdekvédelme mellett különböző szolgáltatásokat biztosít. A szövetség célja, hogy az értelmi fogyatékossággal élő személyek számára valamennyi emberi és szabadságjog teljes mértékben, hátrányos megkülönböztetés nélkül biztosított legyen. A szövetség egy tagot delegálhat az Országos Fogyatékosügyi Tanácsba.

## Küldetése
- A Magyar Köztársaság területén élő értelmi fogyatékos emberek és családtagjaik társadalmi hátrányainak kiegyenlítése, érdekeik érvényesítése, védelme, képviselete, emberi és állampolgári jogaik, társadalmi integrációjuk, szociális biztonságuk, rehabilitációjuk biztosítása, esélyegyenlőségük megvalósítása.
- Az ENSZ Fogyatékos Személyek Jogairól szóló Egyezményében foglaltak, valamint a madridi nyilatkozatban foglaltak megvalósításával elősegíteni az értelmi fogyatékos emberek öntevékenységét, önrendelkezését, az önmagukért érzett felelősség egyidejű kialakítása mellett. Összefogni az értelmileg sérült emberek hazai szervezeteit, tevékenységüket összehangolni, érdekeiket védeni, és szükség szerint képviselni. Munkája alapján partnerként, kompetens, tárgyaló félként elismertetni a Szövetséget a kormányzati és parlamenti erőkkel, önkormányzati testületekkel.[3]

## Története
Az ÉFOÉSZ 1981-ben alakult szülői kezdeményezésre, és az elmúlt 30 év alatt az értelmi fogyatékossággal élő személyek érdekvédelmével foglalkozó szervezetek közül egyedülállóan országos lefedettségűvé vált. 2002-ben megalapította önérvényesítő tagozatát.

## Szolgáltatásai
Az ÉFOÉSZ érdekvédelmi feladatai mellett különböző szolgáltatásokat biztosít: lakóotthonokat, támogató szolgálatokat működtet, jogsegélyszolgálatot, nappali és képző intézményeket tart fenn. A Kulcsprogram projektben értelmi fogyatékos fiatalok önálló lakásba költözését támogatják. Az ÉFOÉSZ részt vesz a FECSKE szolgálat működtetésében, amelynek célja sérült gyermeket nevelő családok tehermentesítése, otthoni felügyelet és kísérés biztosításával.

## Info-kommunikációs akadálymentesítés
Az értelmi fogyatékos személyekkel kapcsolatban sokáig az az orvosi megközelítés volt irányadó, amely a hiányzó képességek feltérképezésére, fejlesztésük pedig ezek pótlására irányult. A '90-es évekre jellemző volt egyfajta szemléletváltás: ma már a társadalmi megközelítés alapján ítélik meg az értelmi fogyatékos személyeket, mely szerint a fogyatékosság is társadalmilag kreált kategória, és csupán addig szembetűnő, míg az érintett személy nem kapja meg a számára szükséges segítséget a társadalomtól. Ma már a fejlesztés során nem  a fogyatékosság és annak súlyossága kerül előtérbe, hanem az egyén speciális szükségletei, melyek az egyént a környezeti feltételek függvényében veszik figyelembe.
Ezen szemlélet alapján indult el az az akadálymentesítési folyamat, amely a köztudatban főként a fizikai formáiról (például rámpák építéséről) ismert, számos értelmi fogyatékos ember számára azonban az akadálymentesítés info-kommunikációs formájára van szükség. 
"A törvény, amely kimondja, hogy a fogyatékossággal élő embernek joga van az akadálymentes és biztonságos környezethez, még nem jelenti az akadályok tényleges megszűnését, az Alkotmány és a diszkrimináció tilalmát kimondó törvények pedig nem járnak az előítéletek, a gondolatokat béklyóba verő, káros sztereotípiák felszámolásával. Ahhoz, hogy a fogyatékossággal élő ember valóban egyenlő esélyekkel élhesse az életét, a legszélesebb értelemben vett módon, morálisan és fizikailag is akadálymentes világnak kell őt körülvennie." - írja Kálmán Zsófia.
Az info-kommunikációs akadálymentesítés eszköze a könnyen érthető kommunikációs módszer, amely az értelmi fogyatékossággal élő személyek számára értelmezhető formában jeleníti meg az információt. Magyarország a Fogyatékossággal élő személyek jogairól szóló ENSZ egyezmény 2007-es ratifikációjával vállalta az akadálymentesítéssel járó kötelezettséget.
Az ÉFOÉSZ az országban egyedüliként végez könnyen érthető fordításokat. Számos intézménynek, szervezetnek készítette el akadálymentesített, azaz könnyen érthető honlapját, kiadványait.